# خالد عادل كساب
خالد عادل كساب ، من مواليد 28 فبراير 1993 المحلة الكبرى، لاعب كرة قدم مصري يلعب لنادي غزل المحلة  ويرتدى القميص رقم 10 و يرتدى شارة القيادة حاليا.

## مسيرته الكروية
بدأ مسيرته الكروية مع نادى غزل المحلة في عام 2010 للفريق الأول حتى عام 2015 ثم انتقل لنادى سموحه المصري في عام 2015، ولعب لمدة موسم واحد 2015/2016. ثم انتقل إلى نادى الشرقية ولعب موسمين موسم 2016/2017 وموسم 2017 / 2018.
ثم عاد مرة أخرى إلى نادى غزل المحلة بداية من موسم 2018 / 2019.

## الروابط الخارجية
- غزل المحلة يستعيد «هدافه» أمام الزمالك

- صفحة الاعب على موقع كورة
- صفحة الاعب على موقع فل جول